# Har Ja'ala
Har Ja'ala (hebrejsky: הר יעלה) je hora o nadmořské výšce 664 metrů v centrálním Izraeli, v pohoří Judské hory.
Nachází se cca 18 kilometrů západně od centra Jeruzaléma, cca 8 kilometrů východně od města Bejt Šemeš a cca 1,5 kilometru severozápadně od obce Nes Harim. Má podobu zalesněného vrchu, který na severní straně prudce spadá do údolí potoka Sorek, kterým prochází železniční trať Tel Aviv-Jeruzalém. Z jihu míjí vrcholovou partii lokální silnice číslo 3866. Na jihu a západu se terén volněji svažuje do údolí vádí Nachal Ja'ala, Nachal Machseja a Nachal Dolev. Hora je turisticky využívána.